# St Helen's (Isole Scilly)

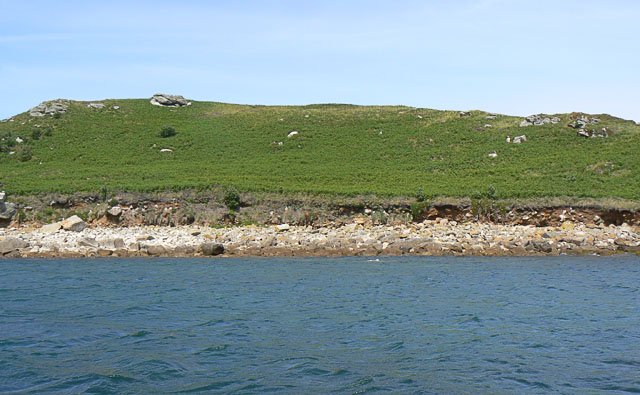
L'isola di St Helen's, Isole Scilly

St Helen's (in cornico: Enys Elidius) è una delle circa cinquanta isole disabitate dell'arcipelago delle Isole Scilly in Cornovaglia, Regno Unito; ha una superficie di circa 0,20 km².
L'isola costituisce il nucleo principale di un "Sito di Speciale Interesse Scientifico" (SSSI) e alcune sue emergenze sono state classificate come monumenti antichi di importanza nazionale. L'isola è raggiungibile con imbarcazioni a noleggio o private, sebbene in estate ci siano alcune corse di linea. St Helen's ricade sotto la gestione dell'Isles of Scilly Wildlife Trust.

## Geografia
St Helen's è la terza più grande isola disabitata delle Scilly e si trova nella zona settentrionale dell'arcipelago, tra Tresco e St Martin’s. Ha una superficie di 18.85 ettari e un'altezza massima di 42 metri. Assieme ad alcune piccole isole nelle vicinanze costituisce il cosiddetto gruppo di St Helen's; le altre isole sono Foreman's Island, Men–a–vaur, Northwethel, Round Island e Teän. L'isola è per lo più costituita da una collina di granito ercinico grossolano. Il punto di approdo dell'isola è una spiaggia sabbiosa sul versante meridionale, caratterizzata da dune di sabbia, dove rimangono i resti di un molo in granito. Le rovine del lazzaretto si trovano in un'area pianeggiante dietro le dune, mentre più all'interno, alle pendici della collina, sorgono quelle di un complesso monastico. A est del complesso si trovano un pozzo e i muretti di alcuni campi.

## Preistoria

### Tumuli
I tumuli di St Helen's rappresentano una significativa percentuale dei complessivi 387 tumuli conservati sulle Isole Scilly e godono dello status di antichi monumenti di interesse nazionale. Il campo di tumuli dell'Età del bronzo comprende quattro tumuli ad anello sulle pendici nordoccidentali della collina. Il primo tumulo ha un diametro di 4 metri e presenta un anello di terra con pietre sporgenti a intervalli regolari, largo 1 metro e alto 0,2 metri. Il secondo tumulo è un ovale di 4 x 3 metri con un anello largo 0,4 metri e alto 0,2 metri; incorpora due lastre di pietra contigue poste al di sotto del bordo. Il terzo tumulo hya un diametro di 6 metri e presenta un anello con pietre a intervalli regolari, largo mediamente 1 metro e alto 0,3 metri. Il quarto tumulo ha un diametro di 4 metri e presenta un anello di pietre a intervalli regolari dalla larghezza media di 0,7 metri e alto 0,2 metri.

## Storia

### La cappella paleocristiana
Sul versante meridionale di St Helen's sorge un complesso religioso altomedievale, costituito dai probabili resti dell'Eremo di Sant'Elidio, una cappella dell'VIII secolo in cui il santo visse e nel quale si ritiene sia anche sepolto. Gli scavi archeologici fanno supporre che il sito si sia sviluppato a partire da un eremo solitario, costituito da una sola capanna rotonda e un oratorio, fino a diventare un eremo comunitario con un certo numero di capanne a pianta utilizzate come celle individuali, attorno agli edifici della chiesa e dell'oratorio. Sono state scavate anche cinque tombe, situate a est del luogo destinato ad abitazione e risalente all'eremo primitivo. Era inoltre presente un sistema di campi coltivati, che forniva derrate alimentari all'eremo e, in tempi successivi, ai residenti del lazzaretto. All'inizio dell'XI secolo sul lato nordorientale della zona destinata ad abitazione fu costruita una piccola chiesa; intorno al 1120 la chiesa fu assegnata all'Abbazia di Tavistock, nel Devon. Ciò comportò un aumento del numero di pellegrini che visitavano il luogo per venerare Sant'Elidio e al complesso furono apportate numerose modifiche e ristrutturazioni. Inoltre, ulteriori scavi condotti sul sito hanno portato alla luce tegole decorate e alcune parti del santuario del XII sec. in marmo di Purbeck, ove si suppone fossero conservate le reliquie di Sant'Elidio. Si dice anche che un tempo esistesse una strada rialzata che collegava la chiesa abbaziale di Tresco, attraverso le colline, alla chiesa dell'isola di St Helen's. Attualmente, il giorno 8 agosto di ogni anno, presso le rovine della piccola chiesa, si tengono celebrazioni religiose all'aperto per celebrare la Festa di Sant'Elidio.

### St Helen's Pool
St Helen's Pool è un tratto di mare immediatamente al largo di St Helen's, che offre un ancoraggio protetto per le imbarcazioni, sebbene esiste la possibilità che le barche risentano del moto ondoso all'approssimarsi dell'alta marea.
Esistono evidenze che, alla fine dell'epoca medievale, i monaci di Tresco abbiano imposto un pedaggio alle navi che ormeggiavano a St Helen's Pool, in quanto si ritiene che nel Medioevo esso rappresentasse il principale approdo delle isole.

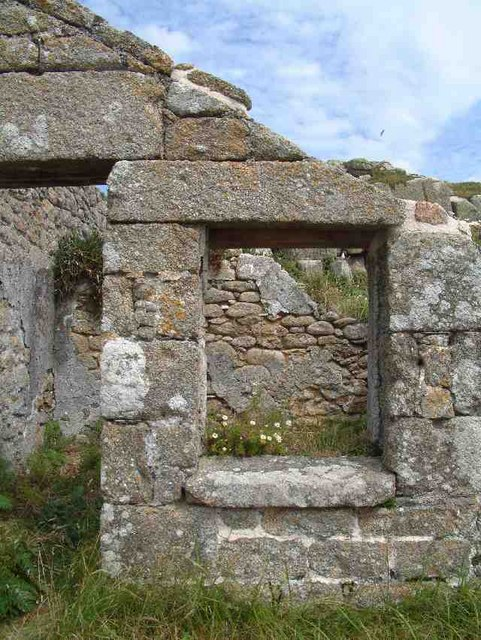
St Helen's, le rovine del lazzaretto

### Il lazzaretto
L'ospedale di isolamento di St Helen's, noto anche come Pest House (il lazzaretto), fu una stazione di quarantena costruita nel 1764 per ospitare gli appestati delle navi di passaggio a Old Grimsby (Tresco) e a St Helen's Pool. Fu costruito dopo che un Atto del Parlamento Inglese del 1754 ebbe decretato che ogni nave con casi di peste a nord di Capo Finisterre e diretta in Inghilterra avrebbe dovuto ormeggiare al largo di quest'isola. La stazione includeva, oltre all'edificio destinato a ospedale di isolamento, uno scalo di alaggio e un ampio molo. L'ospedale si presenta come un edificio a pianta rettangolare e privo di tetto avente dimensioni esterne di 7 x 5,5 metri, con un'aggiunta sul lato orientale destinata a ospitare due stanze. Le mura dell'edificio sono spesse 0,6 metri e alte 3 metri e sono realizzate in malta e pietrisco, con alcuni elementi costituiti da pietre più grandi. L'edificio è stato recentemente restaurato e messo in sicurezza per prevenirne il crollo, grazie al sostegno economico dell'English Heritage. Nei pressi del lazzaretto si trova un cimitero, comprendente la tomba di un medico di bordo dell'età di 27 anni, che venne inviato sull'isola per curare la malattia e morì egli stesso nel giro di una settimana, e di vari passeggeri provenienti dall'Africa e dall'Asia, anch'essi morti nell'ospedale.

## Natura ed ecologia
L'isola fa parte del "Sito di Speciale Interesse Scientifico" (SSSI) denominato St Helen's (with Northwethel and Men-a-vaur), in considerazione dei suoi rari esemplari di flora e dei suoi uccelli marini nidificatori. Il SSSI fu notificato nel 1971 e confermato nel 1986: esso comprende tutte le terre al di sopra dell'altezza media della linea di costa.

### Flora
Nel 1940 le zone più elevate di St Helen's erano coperte da una prateria marina, costituita da brugo (Calluna vulgaris) ed erica cinerea (Erica cinerea), che fu distrutta dalle fiamme provocate dalle bombe incendiarie dell'aviazione tedesca durante la Seconda guerra mondiale. Ulteriori incendi si verificarono durante la siccità del 1949 e quando Job Edward Lousley censì la vegetazione nel 1957 il suolo si presentava profondo solamente 2,5 / 5 centimetri, grigio e con detriti granitici. La pianta più abbondante era la piantaggine barbarella (Plantago coronopus) e la borracina inglese (Sedum anglicum). Gli incendi hanno probabilmente influito anche sulla frequenza e sull'estensione dei licheni e delle briofite. All'epoca della pubblicazione del libro di Lousley, Flora (1971), la vegetazione non si era ancora ricostituita in prateria e nel 1987 il fico degli Ottentotti (Carpobrotus edulis) risultava diffuso sulla maggior parte della zona. Nel 2002 la pianta risultava in gran parte estinta, verosimilmente a causa della nebbia salina o di climi eccessivamente freddi. Nel 2009, in occasione della riconferma del SSSI, la vegetazione dell'isola, compresa la prateria, fu considerata in condizioni favorevoli. Lousley riscontrò che anche ampie superfici di scogliere e rocce erano coperte dal fico degli Ottentotti, seminato dai gabbiani che portano la pianta ai loro nidi: la pianta è in grado di mettere radici e di diffondersi anche su terreni spogli.
I suoli pianeggianti sul lato meridionale della collina presentano suoli più profondi con humus nero e granelli di sabbia bianca. La flora è dominata da un intrico di felci aquiline (Pteridium aquilinum) e di rovi (Rubus ulmifolius) e si presenta relativamente abbondante in confronto con molte delle altre isole; probabilmente ciò è dovuto al fatto che St Helen's è meno esposta alla nebbia salina per la sua posizione relativamente protetta, essendo circondata da altre isole. La lunga storia di insediamenti umani ha inoltre favorito l'insediamento di ulteriori specie, sia introdotte direttamente dall'uomo sia favorite dalla pratica del pascolo, che ha permesso lo sviluppo di suoli più profondi nelle zone pianeggianti. Attorno al lazzaretto si estendono distese erbose e macchia, con piante da fiori quali la cicuta (Conium maculatum), lo spondilio (Heracleum sphondylium) e ricche colonie di castagnola (Scrophularia scorodonia), presente in un'unica area. Fatto insolito per una piccola isola delle Scilly, sono presenti anche il salice cenerino (Salix cinerea), l'euforbia delle faggete (Euphorbia amygdaloides) e la cannella delle paludi (Calamagrostis epigejos). In passato le zone attorno agli edifici erano probabilmente coltivate o destinate al pascolo. Per consentire l'accesso ai visitatori durante le funzioni religiose di agosto, la vegetazione attorno alle rovine e sul sentiero che porta al punto di attracco viene tagliata.
Sul versante nord-occidentale dell'isola si riscontra una zona di prateria marittima, con abbondante armeria marittima (Armeria maritima), barbabietola di mare (Beta vulgaris maritima) e malvone (Lavatera arborea).

#### Romice delle rocce
Il romice delle rocce (Rumex rupestris) è una delle più rare specie di romice e rientra nel "Piano di Azione per la Biodiversità del Regno Unito" (BAP); è una delle ragioni per cui le Isole Scilly sono classificate come Special Area of Conservation (SAC). La specie fu registrata nel 1957 da Lousley, ma da allora non è più stata osservata e si ritiene che sia estinta su St Helen's. Fu registrata nella vicina Teän nel 2005.

### Fauna
La fauna delle isole più esterne dell'arcipelago delle Scilly è, in genere, scarsamente documentata sia per le difficoltà nel raggiungerle sia per i tempi lunghi necessari all'indagine.

#### Mammiferi
St Helen's vanta una lunga storia di insediamenti umani; quando Issac North visitò le isole nel 1850 vi riscontrò capre domestiche (Capra aegagrus hircus) e cervi. I cervi erano ancora presenti nel 1865, e nel 1870 furono descritte delle pecore (Ovis aries) allo stato selvatico. La crocidura minore (Crocidura suaveolens) fu osservata sulle basse scogliere nel 1964 e il coniglio (Oryctolagus cuniculus) non è più stato segnalato dal 1980.

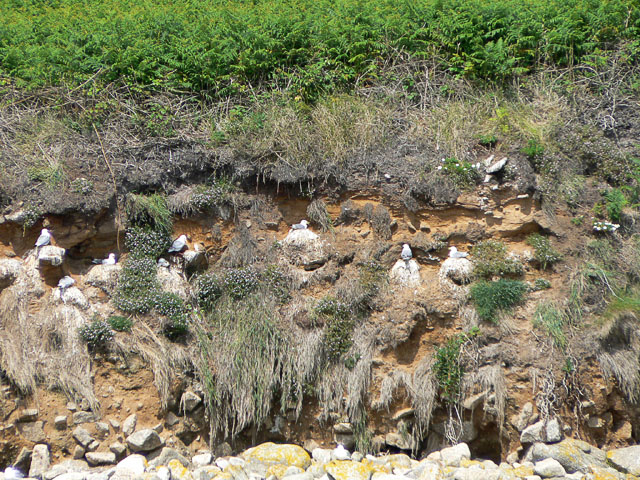
Gabbiani tridattili su St Helen's

#### Uccelli
Cooper (2006) registrò alcuni mugnaiacci (Larus marinus) nidificatori, una quantità di gabbiani reali nordici (Larus argentatus) e un'abbondante colonia di gabbiani tridattili (Rissa tridactyla) sulle scogliere orientali, mentre Parslow (2007) segnala una grande colonia di zafferani (Larus fuscus) e una piccola colonia di pulcinelle di mare (Fratercula arctica). Il Censimento degli Uccelli Marini del 2000 registrò cinque nidi di berte minori atlantiche (Puffinus puffinus).

## Altre isole del gruppo di St Helen's

### Foreman's Island
Foreman's Island è una piatta isola di 0.37 ettari sul lato meridionale del St Helen's Pool, tra Teän e Tresco. Fa parte di un gruppo di scogli e isolotti importanti come luoghi di riproduzione degli uccelli marini. Sull'isola è stata registrata la presenza della sputacchina media (Philaenus spumarius).

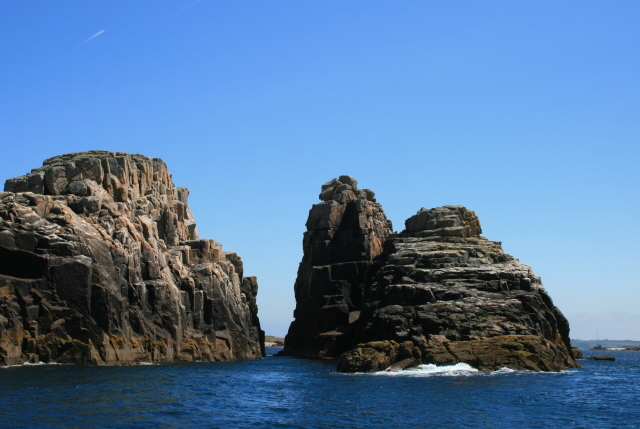
Men-a-vaur

### Men–a–vaur
Men–a–vaur sorge a nord-ovest di ed è formata da tre placche di granito dalla superficie complessiva di 0.55 ettari e dall'altezza di 38 metri. Fa parte del SSSI per i suoi uccelli di mare, comprendenti otto specie nidificatrici. La colonia di gazze marine (Alca torda) riveste importanza nazionale nel Regno Unito e, assieme a quelle di fulmari (Fulmaris glacialis) e di urie (Uria aalge), è la più grande delle Isole Scilly; le altre specie presenti sono il gabbiano tridattilo, il mugnaiaccio, lo zafferano, il gabbiano reale nordico, il marangone dal ciuffo (Phalacrocorax aristotelis) e la pulcinella di mare. Il falco pellegrino (Falco peregrinus) e il corvo comune (Corvus corax) nidificano sull'isola saltuariamente.
Lousley registrò la presenza sull'isola di coclearia (Cochlearia officinalis), malvone e una specie di atriplice, nonostante le piante da fiore non siano elementi permanenti. È documentata la presenza del raro coleottero Omalium allardi.

### Northwethel
Northwethel è un'isola dalla superficie di 4.63 ettari e alta 15.2 metri nel Canale di Old Grimsby, al largo di Grimble Porth (Tresco). L'isola è costituita da due colline collegate da una bassa striscia di terra. Sull'isola è presente una spiaggia sabbiosa sul versante sud, utilizzata come punto di approdo, e un piccolo stagno di acqua salmastra a ridosso della riva.
Gli insediamenti umani risalgono all'Età del Bronzo e sono testimoniati da un raggruppamento di nove tumuli, uno dei quali associato a una tomba a camera la cui entrata ha un diametro di 5,5 metri, con due pietre di copertura tuttora in sito. La camera è orientata da est a ovest ed è lunga 3.0 metri, larga 1,36 metri nel punto centrale e 0,45 metri all'entrata. Sono presenti anche un sistema di campi coltivati di epoca preistorica e un insediamento con (probabilmente) sei capanne a pianta circolare. Alcune delle capanne sono integrate nei muretti dei campi, tre o quattro dei quali, di forma irregolare, sono ancora osservabili. Le capanne hanno una larghezza interna variabile dai 4,0 ai 6,0 metri. Un certo numero di reperti provenienti dall'isola, comprendenti selci, ossa e ceramiche di datazione incerta, sono oggi osservabili presso lo Isles of Scilly Museum a Hugh Town, sull'isola di St Mary’s. Si dice che 1.500 "Roundhead" siano sbarcati sull'isola erroneamente convinti di avere raggiunto Tresco: un recinto di forma grosso modo rettangolare con muretti a secco sui due lati potrebbe essere un ″rifugio per l'armata parlamentarista″. Nella parte occidentale dell'isola sono visibili i resti di una nave arrugginita.
Lousley visitò l'isola un pomeriggio di maggio del 1957 e registrò 54 specie di piante, per quanto la maggior parte dell'isola fosse ricoperta da un groviglio di felci e rovi alto fino a 1 metro e difficile da penetrare. Specie vegetali insolite per le Isole Scilly crescono nello stagno di acqua salmastra: si tratta della Glaux maritima, della Stuckenia pectinata e del farinello rosso (Chenopodium rubrum). John Hunt, durante una visita negli anni ottanta, riscontrò una crescita "rigogliosa" di felci.

### Round Island
Round Island è un'isola di 4,09 ettari di superficie situata a nord di St Helen's, che ospita un faro sul punto più alto; fa parte del "Sito di Speciale Interesse Scientifico" (SSSI) di Pentle Bay, Merrick and Round Islands.

### Teän
Teän è un'isola di 16,13 ettari di superficie ubicata tra St Helen's a nord-ovest e St Martin's a est. L'isola vanta una lunga storia di insediamenti umani ed è stata classificata come Sito di Speciale Interesse Scientifico (SSSI) nel 1971. È inoltre inclusa nel "Geological Conservation Review" delle Isole Scilly per la presenza di un tombolo di collegamento tra isole.